# Пояна-М'єрлей
Пояна-М'єрлей (рум. Poiana Mierlei) — село у повіті Прахова в Румунії. Входить до складу комуни Дражна.
Село розташоване на відстані 92 км на північ від Бухареста, 36 км на північ від Плоєшті, 58 км на південний схід від Брашова.

## Населення
За даними перепису населення 2002 року у селі проживали 123 особи, усі — румуни. Усі жителі села рідною мовою назвали румунську.